# Jay Webber Seaver
Jay Webber Seaver (* 9. März 1855 in Craftsbury/Orleans County; † 5. Mai 1915 in Berkeley) war ein US-amerikanischer Mediziner und Pionier der Anthropometrie.

## Biografie
Jay Webber Seaver wurde als zweites von insgesamt fünf Kindern der Eheleute William Seaver und Betsy Urie geboren. Er studierte an der medizinischen Schule der Yale University, wo er später auch als Professor lehrte. Er führte seine Körpermessungen an tausenden von Schülern aus der Gegend um Chautauqua durch und veröffentlichte seine Forschungsergebnisse in Anthropometry and physical examination. A book for practical use in connection with gymnastic work and physical education.
Seaver heiratete am 1. Juli 1886 Leona Nancy Sheldon Sullivan. Sein Leichnam wurde auf dem Friedhof in Chautauqua an der Hauptstraße nach Jamestown beigesetzt.